# Colin Donnell
Colin Donnell, född den 9 oktober 1982 i Saint Louis, är en amerikansk skådespelare.
Colin Donnell har bland annat medverkat i TV-serien Chicago Med där han spelat Connor Rhodes. Han har även medverkat i TV-serien Arrow och i serien Irreverent spelade han Mack, en av huvudrollerna.

## Filmografi (i urval)
- 2012–2020 – Arrow (TV-serie)
- 2015–2019 – Chicago Med (TV-serie)
- 2022 – Irreverent (TV-serie)